# Гринауцы (Дынжаны)
Гринауцы (рум. Grinăuți, Гринэуць) — село в Окницком районе Молдавии. Наряду с селом Дынжаны входит в состав коммуны Дынжаны.

## География
Село расположено на высоте 273 метра над уровнем моря.
В селе работает вспомогательная школа-интернат.

## Население
По данным переписи населения 2004 года, в селе Гринэуць проживает 30 человек (14 мужчин, 16 женщин).
Этнический состав села:
| Национальность | Число жителей | Процентный состав |
| -------------- | ------------- | ----------------- |
| молдаване      | 30            | 100 %             |
| Всего          | 30            | 100 %             |